# 静岡社会保険事務局
静岡社会保険事務局（しずおかしゃかいほけんじむきょく）は、静岡県静岡市駿河区にあった社会保険庁の地方支分部局で、静岡県を管轄していた。

## 管内社会保険事務所等
- 静岡社会保険事務局静岡社会保険事務室（静岡社会保険事務所）
- 清水社会保険事務所
- 浜松東社会保険事務所
- 浜松西社会保険事務所
- 沼津社会保険事務所
- 三島社会保険事務所
- 島田社会保険事務所
- 掛川社会保険事務所（静岡社会保険事務局掛川事務所）
- 富士社会保険事務所